# Viișoara-Moșneni, Dolj
Viișoara-Moșneni este un sat în comuna Teslui din județul Dolj, Oltenia, România.
La Viișoara-Moșneni (com. Teslui, jud. Dolj), la sud-vest de „Dealul Comoarei” și „Valea Comoarei” în locurile numite „La Nisipuri” ori „La Cetate”, situate la 1 km nord de sat, este o cetate și o așezare dacică fortificată din sec. II a. Chr. În sat a mai fost descoperită o tetradrahmă de tip Alexandru cel Mare și un denar roman republican, iar în locul „Draia” un vârf de lance din fier, îndoit. Și alte arme (fragmentele unui cuțit de luptă și teaca sa) au mai fost recuperate din sat. La sud de locurile „Dealul Comoarei” și „Valea Comoarei”, în apropiere, pe teritoriul satului Preajba de Pădure (com. Teslui), a fost descoperit un tezaur ce conține monede Filip al II-lea, stateri din aur emiși de Alexandru cel Mare etc.
 Acest articol despre o localitate din județul Dolj este deocamdată un ciot. Puteți ajuta Wikipedia prin completarea lui.

1. ↑  „Repertoriul Arheologic Naţional”. ran.cimec.ro. Accesat în 7 august 2024.
2. ↑  Catalin, Patroi Nicolae (1 ianuarie 2019), „COMORI ANTICE DIN OLTENIA. ÎNTRE LEGENDĂ ŞI ADEVĂR, PASIUNE ŞI ŞTIINŢĂ.(Ancient Treasures from Oltenia. Between legend and truth, passion and science)”, Oltenia. Studii și Comunicări. Arheologie-Istorie, vol. XXVI, Muzeul Olteniei Craiova, accesat în 7 august 2024